# Liberalismo culturale
Il liberalismo culturale (liberalismo sociale negli Stati Uniti) è una visione liberale della società che sottolinea la libertà degli individui dalle norme culturali e, nelle parole di Henry David Thoreau, è spesso espresso come il diritto di "marciare al ritmo di un batterista diverso".
Seguendo il principio del danno, i liberali culturali credono che la società non dovrebbe imporre alcun codice di comportamento specifico e si vedono come difensori dei diritti morali dei non conformisti di esprimere la propria identità, come ritengono opportuno, purché non danneggino nessun altro come dubbia e discutere. Le guerre culturali in politica sono generalmente disaccordi tra liberali culturali e conservatori culturali poiché i liberali culturali sono fortemente contrari alla censura o a qualsiasi tipo di controllo del materiale parlato o scritto. Credono che la struttura della propria famiglia e la natura del matrimonio debbano essere lasciate alla decisione individuale e sostengono che fintanto che non si danneggia gli altri, nessuno stile di vita è intrinsecamente migliore di un altro.
Poiché il liberalismo culturale esprime la dimensione sociale liberale, viene spesso definito liberalismo sociale, specialmente in paesi come gli Stati Uniti. Tuttavia, non è la stessa ideologia politica più ampia nota come liberalismo sociale. Negli Stati Uniti, il liberalismo sociale descrive valori o posizioni morali e sociali progressivi su questioni socio-culturali come l'aborto e il matrimonio tra persone dello stesso sesso in contrapposizione al conservatorismo sociale. Un conservatore sociale o un liberale sociale in questo senso può avere opinioni più conservatrici o liberali sulla politica fiscale.